# Германия на летних Олимпийских играх 1896
Германия впервые участвовала на летних Олимпийских играх 1896 и была представлена 19 спортсменами в шести видах спорта. По итогам соревнований команда заняла третье место в общекомандном медальном зачёте.

## Медалисты

### Золото
| Золото | |                                               |
| №      | Спортсмены | Вид спорта (дисциплина)                       |
| 1      | Карл Шуман | Борьба                                        |
| 2      | Конрад Бёкер Герман Вайнгертнер Фриц Гофман Фриц Мантойфель Карл Нойкирх Рихард Рёштель Альфред Флатов Густав Флатов Георг Хиллмар Карл Шуман Густав Шуфт | Спортивная гимнастика (командные брусья)      |
| 3      | Конрад Бёкер Герман Вайнгертнер Фриц Гофман Фриц Мантойфель Карл Нойкирх Рихард Рёштель Альфред Флатов Густав Флатов Георг Хиллмар Карл Шуман Густав Шуфт | Спортивная гимнастика (командная перекладина) |
| 4      | Карл Шуман | Спортивная гимнастика (опорный прыжок)        |
| 5      | Герман Вайнгертнер | Спортивная гимнастика (перекладина)           |
| 6      | Альфред Флатов | Спортивная гимнастика (параллельные брусья)   |

### Серебро
| Серебро |                    |                                     |
| №       | Спортсмены         | Вид спорта (дисциплина)             |
| 6       | Август фон Гёдрих  | Велоспорт (шоссейная гонка)         |
| 6       | Фриц Гофман        | Лёгкая атлетика (бег на 100 метров) |
| 6       | Герман Вайнгертнер | Спортивная гимнастика (конь)        |
| 6       | Герман Вайнгертнер | Спортивная гимнастика (кольца)      |
| 6       | Альфред Флатов     | Спортивная гимнастика (перекладина) |

### Бронза
| Бронза |                    |                                           |
| №      | Спортсмены         | Вид спорта (дисциплина)                   |
| 6      | Герман Вайнгертнер | Спортивная гимнастика (опорный прыжок)    |
| 6      | Фриц Гофман        | Спортивная гимнастика (лазание по канату) |

## Результаты соревнований

### Борьба
| Спортсмены | Четвертьфинал                  | Полуфинал          | Финал                        |
| Спортсмены | Соперник Результат             | Соперник Результат | Соперник Результат           |
| ---------- | ------------------------------ | ------------------ | ---------------------------- |
| Карл Шуман | Ланчестон Эллиот (GBR) выиграл |                    | Георгиос Цитас (GRE) выиграл |

### Велоспорт
Спортсмены, выделенные курсивом, упоминаются не во всех источниках.
| Соревнование     | Спортсмены        | Финал      | Финал |
| Соревнование     | Спортсмены        | Результат  | Место |
| ---------------- | ----------------- | ---------- | ----- |
| Спринт           | Йозеф Роземейер   | DNF        | —     |
| Гит на 333,3 м   | Теодор Лойпольд   | 27,0 с     | 5     |
| Гит на 333,3 м   | Йозеф Роземейер   | 27,2 с     | 8     |
| 10 километров    | Йозеф Роземейер   | неизвестен | 4     |
| 100 километров   | Бернард Кнубель   | DNF        | —     |
| 100 километров   | Теодор Лойполь    | DNF        | —     |
| 100 километров   | Йозеф Роземейер   | DNF        | —     |
| 100 километров   | Йозеф Роземейер   | DNF        | —     |
| 12-часовая гонка | Йозеф Роземейер   | DNF        | —     |
| Шоссейная гонка  | Август фон Гёдрих | 3:42:18    | 2     |

### 

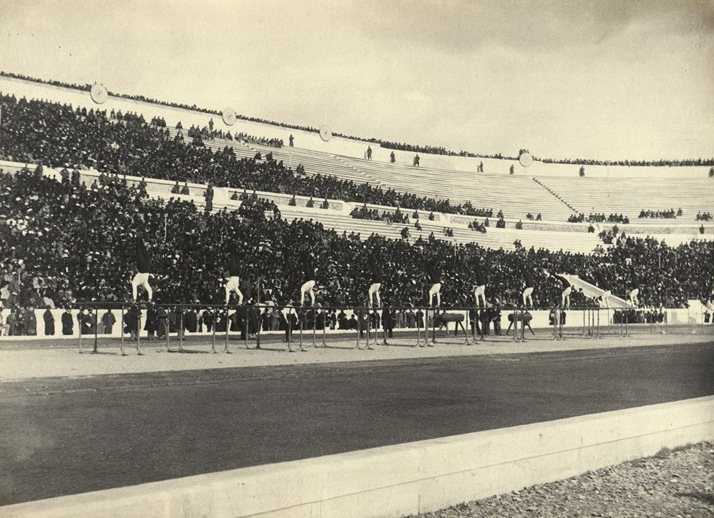
Немецкая команда во время командных упражнений на брусьях

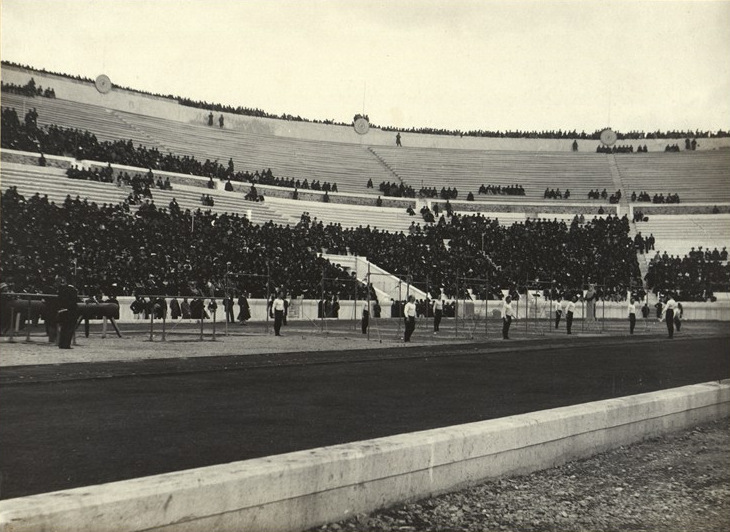
Немецкая команда во время командных упражнений на перекладине

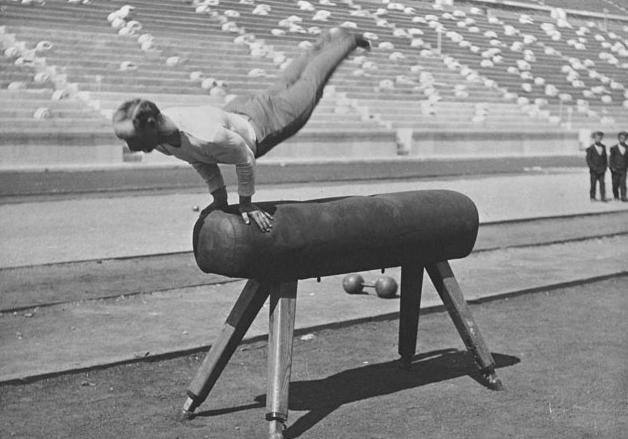
Карл Шуман во время упражнений на коне

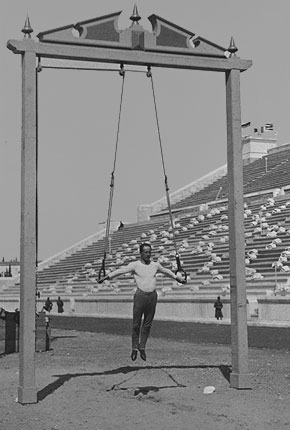
Герман Вайнгертнер в упражнениях на кольцах

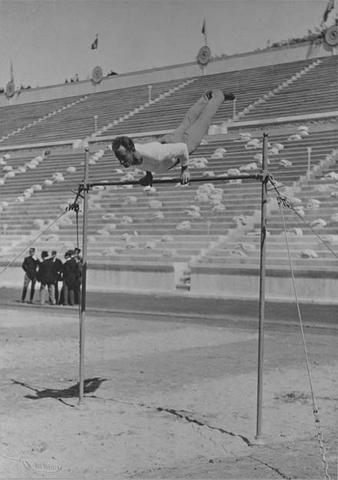
Чемпион Герман Вайнгертнер во время упражнений на перекладине

### Лёгкая атлетика
| Соревнование           | Спортсмены    | Предварительный раунд | Предварительный раунд | Финал      | Финал     |
| Соревнование           | Спортсмены    | Результат             | Место                 | Результат  | Место     |
| ---------------------- | ------------- | --------------------- | --------------------- | ---------- | --------- |
| 100 метров             | Фриц Гофман   | 12,75 c               | 2                     | 12,2 с     | 2         |
| 100 метров             | Фридрих Траун | неизвестен            | 3                     | не прошёл  | не прошёл |
| 100 метров             | Курт Дёрри    | неизвестен            | 5                     | не прошёл  | не прошёл |
| 400 метров             | Фриц Гофман   | 58,6 с                | 2                     | неизвестен | 4         |
| 400 метров             | Курт Дёрри    | неизвестен            | 3-4                   | не прошёл  | не прошёл |
| 800 метров             | Фридрих Траун | неизвестен            | 3                     | не прошёл  | не прошёл |
| 1500 метров            | Карл Галле    |                       |                       | неизвестен | 4         |
| 110 метров с барьерами | Курт Дёрри    | неизвестен            | 3-4                   | не прошёл  | не прошёл |
| Прыжки в длину         | Карл Шуман    |                       |                       | неизвестен | 5-9       |
| Тройной прыжок         | Карл Шуман    |                       |                       | неизвестен | 5         |
| Тройной прыжок         | Фриц Гофман   |                       |                       | неизвестен | 6-7       |
| Прыжки в высоту        | Фриц Гофман   |                       |                       | 1,55 м     | 5         |
| Толкание ядра          | Фриц Гофман   |                       |                       | неизвестен | 5-7       |
| Толкание ядра          | Карл Шуман    |                       |                       | неизвестен | 5-7       |

### Спортивная гимнастика
| Соревнование          | Спортсмены | Финал | Результат |
| --------------------- | --- | ----- | --------- |
| Командные брусья      | Конрад Бёкер, Герман Вайнгертнер, Фриц Гофман, Фриц Мантойфель, Карл Нойкирх, Рихард Рёштель, Альфред Флатов, Густав Флатов, Георг Хиллмар, Карл Шуман, Густав Шуфт | 1     |           |
| Командная перекладина | Конрад Бёкер, Герман Вайнгертнер, Фриц Гофман, Фриц Мантойфель, Карл Нойкирх, Рихард Рёштель, Альфред Флатов, Густав Флатов, Георг Хиллмар, Карл Шуман, Густав Шуфт | 1     |           |
| Опорный прыжок        | Карл Шуман | 1     |           |
| Опорный прыжок        | Герман Вайнгертнер | 3     |           |
| Опорный прыжок        | Конрад Бёкер | 4-15  |           |
| Опорный прыжок        | Фриц Мантойфель | 4-15  |           |
| Опорный прыжок        | Карл Нойкирх | 4-15  |           |
| Опорный прыжок        | Рихард Рёштель | 4-15  |           |
| Опорный прыжок        | Альфред Флатов | 4-15  |           |
| Опорный прыжок        | Густав Флатов | 4-15  |           |
| Опорный прыжок        | Георг Хиллмар | 4-15  |           |
| Опорный прыжок        | Густав Шуфт | 4-15  |           |
| Конь                  | Герман Вайнгертнер | 2     |           |
| Конь                  | Конрад Бёкер | 3-14  |           |
| Конь                  | Фриц Мантойфель | 3-14  |           |
| Конь                  | Карл Нойкирх | 3-14  |           |
| Конь                  | Рихард Рёштель | 3-14  |           |
| Конь                  | Альфред Флатов | 3-14  |           |
| Конь                  | Густав Флатов | 3-14  |           |
| Конь                  | Георг Хиллмар | 3-14  |           |
| Конь                  | Карл Шуман | 3-14  |           |
| Конь                  | Густав Шуфт | 3-14  |           |
| Кольца                | Герман Вайнгертнер | 2     |           |
| Кольца                | Карл Шуман | 4     |           |
| Кольца                | Конрад Бёкер | 5-8   |           |
| Кольца                | Альфред Флатов | 5-8   |           |
| Кольца                | Густав Флатов | 5-8   |           |
| Перекладина           | Герман Вайнгертнер | 1     |           |
| Перекладина           | Альфред Флатов | 2     |           |
| Перекладина           | Конрад Бёкер | 3-15  |           |
| Перекладина           | Фриц Мантойфель | 3-15  |           |
| Перекладина           | Карл Нойкирх | 3-15  |           |
| Перекладина           | Рихард Рёштель | 3-15  |           |
| Перекладина           | Густав Флатов | 3-15  |           |
| Перекладина           | Георг Хиллмар | 3-15  |           |
| Перекладина           | Карл Шуман | 3-15  |           |
| Перекладина           | Густав Шуфт | 3-15  |           |
| Параллельные брусья   | Альфред Флатов | 1     |           |
| Параллельные брусья   | Конрад Бёкер | 3-18  |           |
| Параллельные брусья   | Герман Вайнгертнер | 3-18  |           |
| Параллельные брусья   | Фриц Мантойфель | 3-18  |           |
| Параллельные брусья   | Карл Нойкирх | 3-18  |           |
| Параллельные брусья   | Рихард Рёштель | 3-18  |           |
| Параллельные брусья   | Густав Флатов | 3-18  |           |
| Параллельные брусья   | Георг Хиллмар | 3-18  |           |
| Параллельные брусья   | Карл Шуман | 3-18  |           |
| Параллельные брусья   | Густав Шуфт | 3-18  |           |
| Лазание по канату     | Фриц Гофман | 3     | 12,5 м    |

### Теннис
Курсивом выделены пары, чьи результаты были засчитаны смешанной команде.
| Соревнование     | Спортсмены                          | Первый раунд                                                        | Второй раунд       | Полуфинал          | Финал                                                                           |
| Соревнование     | Спортсмены                          | Соперник Результат                                                  | Соперник Результат | Соперник Результат | Соперник Результат                                                              |
| ---------------- | ----------------------------------- | ------------------------------------------------------------------- | ------------------ | ------------------ | ------------------------------------------------------------------------------- |
| Одиночный разряд | Фридрих Траун                       | Джон Пий Боланд (GBR) проиграл                                      | не прошёл          | не прошёл          | не прошёл                                                                       |
| Парный разряд    | Фридрих Траун Джон Пий Боланд (GBR) | Аристидис Акратопулос (GRE) Константинос Акратопулос (GRE) выиграли |                    |                    | Дионисиос Касдаглис (GRE) Деметриос Петрококкинос (GRE) выиграли; 5-7, 6-3, 6-3 |

### Тяжёлая атлетика
| Соревнование        | Спортсмены | Финал     | Финал |
| Соревнование        | Спортсмены | Результат | Место |
| ------------------- | ---------- | --------- | ----- |
| Толчок двумя руками | Карл Шуман | 90,0 кг   | 4     |